# 1986-os NHL Supplemental Draft
Az 1986-os NHL Supplemental Draft az első supplemental draft volt a National Hockey League történetében és 1986. szeptember 15-én került rá sor.
| #   | Játékos         | Poszt       | Nemzetiség                | NHL-csapat            | Egyetem (Liga)                             |
| --- | --------------- | ----------- | ------------------------- | --------------------- | ------------------------------------------ |
| 1.  | Chris Olson     | Jobb szélső | Amerikai Egyesült Államok | Boston Bruins         | Denveri Egyetem (WCHA)                     |
| 2.  | Jeff Capello    | Bal szélső  | Kanada                    | Buffalo Sabres        | Vermonti Egyetem (Hockey East)             |
| 3.  | John Cullen     | Center      | Kanada                    | Buffalo Sabres        | Bostoni Egyetem (Hockey East)              |
| 4.  | Steve MacSwain  | Jobb szélső | Amerikai Egyesült Államok | Calgary Flames        | Minnesotai Egyetem (WCHA)                  |
| 5.  | Dave Randall    | Védő        | Kanada                    | Chicago Blackhawks    | Northern Michigan Egyetem (CCHA)           |
| 6.  | Rob Doyle       | Védő        | Kanada                    | Detroit Red Wings     | Colorado College (WCHA)                    |
| 7.  | Peter Heinze    | Védő        | Amerikai Egyesült Államok | Edmonton Oilers       | Massachusetts Lowell Egyetem (Hockey East) |
| 8.  | Joe Tracy       | Jobb szélső | Amerikai Egyesült Államok | Hartford Whalers      | Ohio Állami Egyetem (CCHA)                 |
| 9.  | Bob Kudelski    | Center      | Amerikai Egyesült Államok | Los Angeles Kings     | Yale Egyetem (ECAC)                        |
| 10. | Grant Paranica  | Jobb szélső | Kanada                    | Los Angeles Kings     | Észak-Dakotai Egyetem (WCHA)               |
| 11. | Brian McKee     | Védő        | Kanada                    | Minnesota North Stars | Bowling Green Állami Egyetem (CCHA)        |
| 12. | Randy Exelby    | Kapus       | Kanada                    | Montréal Canadiens    | Lake Superior Állami Egyetem (CCHA)        |
| 13. | Glen Engevik    | Jobb szélső | Kanada                    | New Jersey Devils     | Denveri Egyetem (WCHA)                     |
| 14. | Tim Barakett    | Támadó      | Kanada                    | New Jersey Devils     | Harvard Egyetem (ECAC)                     |
| 15. | Gary Kruzich    | Kapus       | Amerikai Egyesült Államok | New York Islanders    | Bowling Green Állami Egyetem (CCHA)        |
| 16. | Gary Emmons     | Center      | Kanada                    | New York Rangers      | Northern Michigan Egyetem (CCHA)           |
| 17. | Jeff Lamb       | Center      | Amerikai Egyesült Államok | Pittsburgh Penguins   | Denveri Egyetem (WCHA)                     |
| 18. | Randy Taylor    | Védő        | Kanada                    | Pittsburgh Penguins   | Harvard Egyetem (ECAC)                     |
| 19. | Mike Natyshak   | Center      | Kanada                    | Québec Nordiques      | Bowling Green Állami Egyetem (CCHA)        |
| 20. | Marty Raus      | Védő        | Amerikai Egyesült Államok | St. Louis Blues       | Északkeleti Egyetem (Hockey East)          |
| 21. | Art Fitzgerald  | Kapus       | Amerikai Egyesült Államok | Toronto Maple Leafs   | Trinity College (NESCAC)                   |
| 22. | David Gourlie   | Védő        | Kanada                    | Vancouver Canucks     | Denveri Egyetem (WCHA)                     |
| 23. | Steve Cousins   | Védő        | Kanada                    | Washington Capitals   | UAlbertai Egyetem (CIS)                    |
| 24. | Chris Levasseur | Center      | Amerikai Egyesült Államok | Winnipeg Jets         | Alaszka Anchorage Egyetem (WCHA)           |
| 25. | Ian Kidd        | Védő        | Amerikai Egyesült Államok | Detroit Red Wings     | Észak-Dakotai Egyetem (NCAA)               |